# Palacio de las Academias
Le Palacio de las Academias est un bâtiment néo-gothique sur l'Avenida Universidad au centre de Caracas, Venezuela. Construit à la fin du XVIe siècle, le bâtiment est déclaré monument historique national en 1956.

## Historique
L'édifice est construit à partir de 1577 pour accueillir des moines franciscains; il est détruit en partie en 1812 par un tremblement de terre. Les moines restent jusqu'en 1821, puis le bâtiment devient un lieu administratif. Depuis 1952, il est le siège des académies d'histoire, de langues, de médecine, des mathématiques et des sciences physiques et naturelles.